# Thomas Tumler
Thomas Tumler (* 5. November 1989 in Scuol) ist ein Schweizer Skirennfahrer. Er ist auf die Disziplinen Riesenslalom und Super-G spezialisiert.

## Biografie
Tumler stammt aus Samnaun im Kanton Graubünden. Als Angehöriger des Nationalen Leistungszentrums Ski Alpin Ost bestritt er ab Januar 2005 seine ersten FIS-Rennen. Seinen ersten Sieg auf dieser Stufe konnte er im März 2007 feiern. Es folgten noch drei weitere, der letzte im April 2015. Im März 2010 wurde er Erster bei den deutschen Riesenslalom-Meisterschaften auf dem Feldberg und war damit schneller als der deutsche Meister Fritz Dopfer.
Ende November 2010 startete Tumler erstmals im Europacup und kam am 15. Januar 2011 im Riesenslalom von Kirchberg zu seinen ersten Punkten. In der Europacupsaison 2011/12 gelang ihm eine deutliche Leistungssteigerung. Am 15. Januar 2012 gelang ihm als Drittplatziertem des Riesenslaloms von Méribel der erste Podestplatz, dem er drei weitere folgen liess. Sein Debüt im alpinen Skiweltcup hatte er 18. Februar 2012 beim Riesenslalom von Bansko, wo er im ersten Durchgang ausschied. Die ersten Weltcuppunkte gewann er bei seinem dritten Renneinsatz mit Platz 26 beim Riesenslalom von Kranjska Gora am 10. März 2012. Zum Abschluss der Saison gewann er den Schweizer Super-G-Meistertitel. Nach diesen guten Leistungen folgte die Aufnahme Tumlers ins B-Kader von Swiss-Ski.
Im Winter 2012/13 konzentrierte sich Thomas Tumler hauptsächlich auf den Europacup, wobei ihm am 15. März 2013 im Riesenslalom von Sotschi der erste Sieg gelang. Auch im Winter 2013/14 bestritt er überwiegend Europacuprennen. Er gewann einen Super-G in Val-d’Isère und errang im Verlaufe des Winters drei weitere Podestplätze. Damit entschied er sowohl die Gesamtwertung als auch die Super-G-Wertung für sich, was ihm einen fixen Startplatz für sämtliche Rennen der kommenden Weltcupsaison einbrachte. Ebenso wurde er ins A-Kader von Swiss-Ski aufgenommen. Nachdem Ergebnisse in den Weltcup-Punkterängen zuvor spärlich gewesen waren, vermochte sich Tumler in der Saison 2014/15 zu steigern und klassierte sich in zwei Super-Gs unter den besten 15. Dasselbe gelang ihm zunächst auch in der Saison 2015/16. Im letzten Rennen des Winters, den Riesenslalom von St. Moritz am 17. März 2016, fuhr er als Achter erstmals unter die besten zehn.
Im Winter 2016/17 konnte Tumler nur sechs Rennen bestreiten und musste um den Jahreswechsel die Saison wegen anhaltender Rückenbeschwerden vorzeitig abbrechen. Tumlers bestes Ergebnis in der Saison 2017/18 war ein zwölfter Platz im Super-G von Beaver Creek. Er nahm an den Olympischen Winterspielen 2018 in Pyeongchang teil und belegte im Riesenslalom Platz 26. Da er in dieser Disziplin kein einziges zählbares Weltcupergebnis vorzuweisen hatte, verschlechterten sich seine Startpositionen zusehends. Beim ersten Riesenslalom der darauffolgenden Weltcupsaison 2018/19 in Beaver Creek musste Tumler mit der Nummer 48 starten. Mit überlegener Bestzeit im zweiten Durchgang stiess er vom 21. auf den dritten Platz vor und erzielte damit überraschend seine erste Podestplatzierung. Gleichzeitig beendete er eine über sieben Jahre andauernde Durststrecke des Schweizer Teams in dieser Disziplin, das seit Februar 2011 nicht mehr unter den besten drei vertreten gewesen war.
Dieser Erfolg bescherte Tumler zu Beginn der Saison 2019/20 die Aufnahme in die Nationalmannschaft. Zunächst war der Winter von mittelmässigen Ergebnissen und mehreren Ausfällen geprägt, bis er dann am 9. Februar 2020 im Parallel-Riesenslalom von Chamonix überraschend den zweiten Platz belegte und nur seinem Teamkollegen Loïc Meillard den Vortritt lassen musste. Tumler verpasste fast die gesamte Saison 2020/21, nachdem er Anfang Dezember 2020 in einem Trainingslauf gestürzt war und einen Bandscheibenvorfall erlitten hatte, der operiert werden musste. Die Rückkehr an die Weltspitze gestaltete sich schwierig, denn in der Weltcupsaison 2021/22 konnte er sich nur dreimal in den Punkterängen klassieren. Daraufhin entschloss er sich dazu, auf Super-Gs zu verzichten und sich ganz auf den Riesenslalom zu konzentrieren. Im Winter 2022/23 war sein bestes Ergebnis ein fünfter Platz, erzielt beim Weltcupfinal in Soldeu.
Nochmals eine Steigerung gelang Tumler in der Saison 2023/24, was er selbst mit Mentaltraining und einen härteren Skimodell erklärte. Während die erste Hälfte der Saison 2023/24 von Vorsicht und entsprechenden Ergebnissen im Mittelfeld geprägt war, fuhr er ab Februar 2024 konstant unter die besten zehn. Schliesslich belegte er am 16. März 2024 im letzten Weltcup-Riesenslalom des Winters den dritten Platz und stand somit zum dritten Mal in seiner Karriere auf dem Podest.
Am 8. Dezember 2024 gewann er beim Riesenslalom in Beaver Creek im Alter von 35 Jahren sein erstes Weltcuprennen. Bei den Weltmeisterschaften in Saalbach gewann er gemeinsam mit Delphine Darbellay, Wendy Holdener und Luca Aerni die Silbermedaille im Mannschaftswettbewerb. Es war dies seine erste Medaille bei einem internationalen Grossereignis. Kurz darauf gewann er im Riesenslalom die Silbermedaille.

## Erfolge

### Olympische Spiele
- Pyeongchang 2018: 26. Super-G

### Weltmeisterschaften
- Courchevel 2023: 18. Riesenslalom
- Saalbach 2025: 2. Riesenslalom, 2. Mannschaft

### Weltcup
- 5 Podestplätze, davon 1 Sieg:

| Nr. | Datum            | Ort          | Land | Disziplin    |
| --- | ---------------- | ------------ | ---- | ------------ |
| 1.  | 8. Dezember 2024 | Beaver Creek | USA  | Riesenslalom |

### Weltcupwertungen
| Saison  | Gesamt | Gesamt | Super-G | Super-G | Riesenslalom | Riesenslalom | Parallel | Parallel |
| Saison  | Platz  | Punkte | Platz   | Punkte  | Platz        | Punkte       | Platz    | Punkte   |
| ------- | ------ | ------ | ------- | ------- | ------------ | ------------ | -------- | -------- |
| 2011/12 | 138.   | 5      | –       | –       | 48.          | 5            | –        | –        |
| 2013/14 | 123.   | 10     | –       | –       | 43.          | 10           | –        | –        |
| 2014/15 | 100.   | 42     | 32.     | 37      | 49.          | 5            | –        | –        |
| 2015/16 | 73.    | 109    | 21.     | 109     | –            | –            | –        | –        |
| 2016/17 | 139.   | 9      | 46.     | 9       | –            | –            | –        | –        |
| 2017/18 | 80.    | 57     | 23.     | 57      | –            | –            | –        | –        |
| 2018/19 | 49.    | 163    | 28.     | 39      | 18.          | 124          | –        | –        |
| 2019/20 | 69.    | 124    | 28.     | 33      | 41.          | 11           | 4.       | 80       |
| 2021/22 | 104.   | 40     | 42.     | 13      | 32.          | 27           | –        | –        |
| 2022/23 | 62.    | 115    | -       | -       | 17.          | 115          | –        | –        |
| 2023/24 | 28.    | 295    | -       | -       | 7.           | 295          | –        | –        |
| 2024/25 | 26.    | 298    | -       | -       | 6.           | 298          | –        | –        |

### Europacup
- Saison 2011/12: 7. Super-G-Wertung, 7. Riesenslalomwertung
- Saison 2012/13: 4. Gesamtwertung, 4. Riesenslalomwertung, 9. Super-G-Wertung
- Saison 2013/14: 1. Gesamtwertung, 1. Super-G-Wertung, 2. Riesenslalomwertung
- Saison 2014/15: 7. Gesamtwertung, 6. Riesenslalomwertung, 8. Kombinationswertung
- Saison 2017/18: 7. Riesenslalomwertung
- 14 Podestplätze, davon 3 Siege:

| Datum            | Ort         | Land       | Disziplin    |
| ---------------- | ----------- | ---------- | ------------ |
| 15. März 2013    | Sotschi     | Russland   | Riesenslalom |
| 22. Januar 2014  | Val-d’Isère | Frankreich | Super-G      |
| 27. Februar 2018 | St. Moritz  | Schweiz    | Riesenslalom |

### Nor-Am Cup
- 1 Sieg:

| Datum             | Ort             | Land | Disziplin    |
| ----------------- | --------------- | ---- | ------------ |
| 21. November 2021 | Copper Mountain | USA  | Riesenslalom |

### Weitere Erfolge
- 3 Schweizer Meistertitel (Super-G 2012, Riesenslalom 2014 und 2015)
- 4 Siege in FIS-Rennen
- 1. Platz bei der deutschen Riesenslalom-Meisterschaft 2010